# Henrich Melzer von Bärenheim
Heinrich Melzer von Bärenheim (Česká Lípa, 29 settembre 1828 – dopo il 1876) è stato un militare austriaco.

## Biografia
Nacque a Česká Lípa, in Boemia, l'8 marzo 1828 in una famiglia aristocratica.
Arruolatosi nell'esercito imperiale austriaco, frequentò nel 1838 l'Accademia Militare Teresiana di Wiener Neustadt. Fu nominato sottotenente nel 1847 presso l'11º Reggimento fanteria “Arciduca Raineri”.
Nel 1866, con lo scoppio della terza guerra di indipendenza,  comandò, con il grado di capitano,  il 1º Battaglione fanteria dell'11º Reggimento "Principe ereditario Alberto di Sassonia" della colonna del tenente colonnello Hermann Thour von Fernburg, che operò tra il 30 giugno e il 3 luglio in Val Vestino nel tentativo di accerchiare la Rocca d'Anfo. Tra il 7 e il 10 luglio, nel corso della battaglia di Lodrone, al comando del colonnello Hermann Thour von Fernburg attaccò ripetutamente le posizioni tenute dai garibaldini del Corpo Volontari Italiani situate sulle pendici del monte Suello, ma ne fu sempre respinto. Prese parte anche alla battaglia di Pieve di Ledro e a quella di Bezzecca. Il 26 luglio fu promosso sul campo al grado di maggiore.
Il 21 ottobre 1876 fu promosso al grado di tenente colonnello, comandante il 12º Reggimento fanteria “Georg v. König von Hannover”.